# Европско првенство у атлетици у дворани 1972 — штафета 4 х 4 круга за мушкарце
Такмичење штафета 4 х 4 круга у мушкој конкуренцији на трећем Европском првенству у атлетици у дворани 1972. 12. марта 1972. у Палати спортова у Греноблу, Француска.
Пошто је кружна стаза у Греноблу износила 180 метара, није се могло одржати такмичење штафета 4 х 800 метара јер су 4 круга уместо 800 метара износила 720, тако да је било немогуће измене извршити на местима које та трка по правилима ИААФ предвиђа, па је назив ове дисциплине био штафета 4 х 4 круга.
Учествовало је 16 такмичара у 4 штафете из исто толико земаља.

## Резултати
Због малог броја учесника одржана је само финална трка, а све три штафете су освојиле по медаљу.

### Коначан пласман
| Пласман | Атлетичар                                                                | Земља           | Резултат | Белешка |
| ------- | ------------------------------------------------------------------------ | --------------- | -------- | ------- |
|         | Томас Весинхаге, Харалд Норпот, Пол Хајнц Велман,, Франц Јозеф Кемпер    | Западна Немачка | 6:26,4   |         |
|         | Алексеј Таранов, Валериј Тератинов, Иван Иванов, Станислав Мещерских     | Совјетски Савез | 6:27,0   |         |
|         | Зенон Шордиковски, Кжиштоф Линковски, Станислав Мещерских, Анджеј Купчик | Пољска          | 6:27,6   |         |
| 4.      | Yves Gringoire, Еме Кордоба, Philippe Renaudie, Philippe Meyer           | Француска       | 6:30,7   |         |